# Reial Audiència de Santa Fe de Bogotà
L'Audiència i Cancelleria Reial de Santafé de Bogotá o Santa Fe de Bogotà va ser el més alt tribunal de la Corona hispana al territori del Nou Regne de Granada o Nova Granada. Va crear-se a l'actual Bogotá o Santafé de Bogotà, capital de Colòmbia.
Fins que no es va produir la constitució definitiva del Virregnat de Nova Granada. el 1739, el seu territori jurisdiccional pertanyia administrativament al Virregnat del Perú. Tanmateix, a la pràctica, es tractava directament amb el Consell d'Índies i amb la cort, a la Península Ibérica.
Va ser creada l'any 1549. De bon principi, es va encarregar a la Reial Audiència administrar i pacificar el territori; tanmateix, entre 1564 fins a 1717, va tenir un president al qual se li van atorgar funcions governatives.

## Història
| « | A Santa Fe de Bogotá del Nou Regne de Granada ha de residir la nostra Audiència i Cancelletia Reial, amb el President, el Governador i el Capità General: cinc Oïdors, que també són Alcaldes del Crim: el Fiscal: l'Agutzil major: el Tinent de Gran Canceller, i els demés Ministres i Oficials necessaris, i que tingui per districte les Províncies del Nou Regne, i les de Santa Marta, Rio de San Juan, i la de Popayán, excepte els llocs que d'ella s'indiquen a la Reial Audiència de Quito, i de la Guaiana, o Dorado; que tingui allò que no és de l'Audiència de la Hispaniola, i tota la Província de Cartagena, partint termes: pel Migdia amb la dita Audiència de Quito, i les terres no descobertes: per Ponent, i pel Septentrió amb el Mar del Nord, i les Províncies, que pertanyen a la Reial Audiència de l'Hispaniola: i pel Ponent amb la de Terra ferma. I manem, que el Governador i el Capità General de les dites Províncies, i el President de la Reial Audiència, d'ella tingui, base i execra por si sol la governació de tot el districte d'aquella Audiència, així com li tenen els nostres Virreis de la Nova Espanya, i proveeixi els repartiments d'Indis, i altres oficis, que s'haguessin de proveir, i despatxi totes les coses i negocis que siguin del govern, i els oïdors de la dita Audiència no s'entremetin en el que això respecta, i tots firmin el que en justícia es proveís, sentenciés i despatxés. | » |

Reals Audiències del Virregnat del Perú, cap a 1650: 1) Reial Audiència de Panamà 2) Reial Audiència de Santa Fe de Bogotà 3) Reial Audiència de Quito 4) Reial Audiència de Lima 5) Reial Audiència de Tolles 6) Reial Audiència de Xile.

Atenent als reclams d'en Gonzalo Jiménez de Quesada, l'emperador Carles I de Catalunya (Carles V del Sacre Imperi Romano-germànic) va concedir a Santa Fe de Bogotà el títol de ciutat, un 27 de juliol de 1540. Pel que fa a Nova Granada, va ser organitzada sota l'autoritat de la Reial Audiència de Santa Fe de Bogotà.
La Reial Audiència va ser creada per la reial cèdula del 17 de juliol de 1549; l'autoritat d'aquesta institució comprenia els territoris de les províncies de Santa Marta, Sant Joan, Popayán, Guaiana i Cartagena d'Índies. Tot i que les províncies de Caracas, Cumaná, i Maracaibo també van dependre de la Reial Audiència de Santa Fe, en diverses ocasions, alternant-se en aquesta funció, sobretot en l'àmbit judicial, amb la Reial Audiència de Santo Domingo, que depenia del Virregnat de Nova Espanya.
La Reial Audiència era un organisme que administrava la justícia, però que també es va encarregar de l'administració i de la pacificació del territori. La seva primera sessió es va fer el 7 d'abril de 1550, en una casa que donava a la Plaça Major (avui Plaça de Bolívar), actual Palacio de Justícia. Els jutges de la Reial Audiència, eren coneguts com els oidors.
La Recopilació de Lleis d'Índies, del 1680, i la Llei VIII (Audiència i Cancelleria Real de Santa Fe en el Nou Regne de Granada) del Títol XV (De les Audiències i Cancelleries Reals de les Índies) del Llibre II, recullen els límits i els funcionaris d'aquesta Reial Audiència de Santa Fé. Al ampliar la jurisdicción de la Capitanía General de Venezuela, la Real Cédula del 8 de setembre de 1777 agregó a la jurisdicción de la Real Audiencia de Santo Domingo las provincias de Maracaibo y Guayana:
| « | Así mismo he resuelto separar en lo jurídico de la Audiencia de Santafé, y agregar a la primitiva de Santo Domingo, las dos expresadas Provincias de Maracaibo y Guayana, como lo está la de Cumaná y las islas de Margarita y Trinidad, para que hallándose estos territorios bajo una misma Audiencia, un Capitán General y un Intendente inmediatos, sean mejor regidos, y gobernados con mayor utilidad de mi Real Servicio. | » |

Molesta amb la gestió dels oïdors, la corona espanyola va enviar als visitadors. Això va ser bastant ineficaç, i per aquest motiu només va durar entre els anys 1545 i 1558. La corona, aleshores, va dicidir enviar a Santa Fe de Bogotà un home fort per controlar la situació. Per això, des del 1564 fins al 1717, a Nova Granada, va existir un president, que dirigia a la Reial Audiència, a qui se li van assignar funcions de govern.
El 1715, els oidors es van rebel·lar contra don Francisco Meneses Bravo de Saravia, originant una crisi al sistema presidencial. La sublevacio contra Meneses, i la nova situació política dels regnes de la Peninsula Ibèrica en aquella època, van acabar amb la presidència i va donar origen al posterior Virregnat de Nova Granada.

## Territori jurisdiccional cap a 1674
| « | Compónese la Real Cancillería del Nuevo Reino de Granada de siete gobiernos de provisión del Supremo Consejo de Indias: el de la ciudad de Santafé, la metrópoli, que juntamente es Presidente y superior a los demás; el de Santa Marta, desde el río de La Hacha a ella; el de Cartagena, el de Popayán, por los pueblos y ciudades de Toro, Cartago, Anserma y Arma; el de Antioquia, el de Mérida o La Grita, y el de Guayana y doce gobiernos de capitulación; el de la Provincia de San Juan de los Llanos, Neiva, Río del Oro, los Orotomos, Santiago de la Atalaya, Medina de las Torres, el Caguán, el de Arauca, la Sed de Cristo, la villa Rica de los Cañaverales, Apure y Zarara; el gobierno de Chinatis, de la ciudad de San Faustino de los Ríos; una alcaldía mayor de la ciudad de Salazar de las Palmas, y cuatro alcaidías de minas de oro, plata y esmeraldas; dos corregimientos de provisión real: Tunja y Mariquita; veinte corregimientos de indios que provee el Presidente.-Gobernador, que son: Sogamoso, Turmequé, Zipaquirá con administración de salinas, Ubaté, Guatavita, Duitama, Chivatá, Chita, los Llanos, Sáchica, Ubaque, Bosa, Bogota, Panches, Gámeza, Tenza, Paipa, Pamplona y Mariquita; Otros de provisión del Gobernador de Mérida, y tres a la de Neiva; la Alcaldía Mayor de indios coyaimas y natagaimas, que todo se forma de cuarenta ciudades, ocho villas, dos aldeas, y a este modo nueve asientos de minas, que son: Las lajas, Santa Ana, San José de Frías, Bocaneme, con San Juan de Córdoba y Pamplona, de plata y de oro las vetas, montuosas y Río del Oro, y de esmeraldas en Muzo y Somondoco, sin otras muchas minas descubiertas y que se descubren y labran en diferentes partes; setecientos pueblos de indios, y en lo espiritual un Arzobispado, que es el de Santafé, y tres obispados, sus sufragáneos, de Cartagena, Santa Marta y Popayán, y en ellos dieciocho dignidades, ocho prebendas cincuenta y cuatro curatos, trescientas doctrinas, las ciento treinta y cinco de clérigos y las demás de religiosos, sesenta y cuatro conventos dellos, y once de monjas, y muchos hospitales, colegios y casas pías y de devoción. El gobierno de Santa Marta tiene en el territorio desta Audiencia las ciudades de Santa Marta, Tenerife, los reyes del Valle de Upar, Ocaña, Tramalameque, la Nueva Sevilla, la Nueva Córdoba y el Pueblo Nuevo; y en el río de El hacha y La Margarita hay pesquerías de perlas. El gobierno de Cartagena se compone de la misma ciudad el Simití y las villas de Tolú y Mompós. El gobierno de Antioquia tiene en su jurisdicción las ciudades de Antioquia, Zaragoza, El Guamoco, San Jeronimo del Monte, San Agustín de Cáceres, todas las minerales de oro. El gobierno de La Grita y Mérida se forma de las ciudades del Espíritu Santo de La Grita, la de Mérida, Barimas, Gibraltar, Pedraza y la villa de San Cristóbal. El gobierno de Guayana contiene las ciudades de Santo Tomé de Guayana, San Joseph de Oruña, el Santísimo Sacramento de la Trinidad. La Gobernación de Popayán es de ducientas y veinte leguas Norte-Sur del distrito, desde los confines de la provincia de Quito hasta los de Cartagena, y otras ciento desde los del Nuevo Reino de Granada, por el Oriente, hasta 1a mar del Sur, con trece poblaciones de españoles, parte de una Cancillería y parte de la otra, y los que son de la de Santafé quedan puestos. El Corregimiento de Tunja comprende la misma Ciudad y las de Pamplona, Vélez y Muzo (que antes era cabeza de gobierno que se extinguió) y la villa de Nuestra Señora de Leiva. El Corregimiento de Mariquita son la misma ciudad y la de Tocaima (que solía ser la cabeza), la de Ibagué, los Remedios y La Palma (que era del gobierno de Muzo) y la Villa San Bartolomé de Honda; (...) | » |
| — FLOREZ DE OCARIZ, JUAN, Libro Primero de las Genealogías del Nuevo Reino de Granada, pp. 115-116. Editado en Madrid en 1674 | |   |

## Presidents-governadors del Nou Regne de Granada
(El president de la Reial Audiència de Bogotà també era governador general del Nou Regne de Granada)
- Gracián de Bribiesca, designado en 1554 (no tomó posesión del cargo).

1. Andrés Díaz Venero de Leyva (1564–1574)
2. Francisco Briceño (m. 1575)
3. Lope Díez de Aux y Armendáriz (1578–1580)
4. Francisco Guillén Chaparro, presidente encargado
5. Antonio González (1590–1597)
6. Francisco de Sande (1597–1602)
7. Juan de Borja y Armendia (1605–m. 1628)
8. Sancho Girón de Salcedo y la Raleda (1630–1637)
9. Martín de Saavedra Galindo de Guzmán (1637–1645)
10. Juan Fernández de Córdoba y Coalla (1645–1652)
11. Dionisio Pérez Manrique de Lara (1654–1659, 1660)
12. Diego de Egües y Beaumont (1662–m. 1664)
13. Diego del Corro y Carrascal (1666–1667)
14. Diego de Villalba y Toledo (1667–1671)
15. Melchor de Liñán y Cisneros (1671–1674)
16. Francisco Castillo de la Concha (1679–m. 1685)
17. Gil de Cabrera y Dávalos (1686–1691, 1694–1703)
18. Diego Córdoba Lasso de la Vega (1703–1710, 1711–1712)
19. Francisco Cossio y Otero (1710–1711)
20. Francisco Meneses Bravo de Saravia (1712–1715)
21. Francisco del Rincón (1717–1718)
22. Antonio de la Pedrosa y Guerrero (1718–1719)
23. Jorge de Villalonga (1719–1723)
24. Antonio Manso Maldonado (1724–1731)
25. Rafael de Eslava (1733–1737)
26. Antonio González Manrique (m. 1738)
27. Francisco González Manrique (1739–1740)

Vegeu Virregnat de Nova Granada per a la continuació, sota el virregnat, i que també eren presidents de l'audiència.